# Абу Яхья Закария аль-Лихьяни
Закария I (или Абу Яхья Закария аль-Лихьяни, араб. أبو يحيى زكرياء الأول‎, ум. 1317) — десятый правитель государства Хафсидов в Ифрикии в 1311-1317 году, девятый халиф Хафсидов.

## Биография
Аль-Лихьяни был альмохадским шейхом и визирем халифа Мухаммада II (1294—1309). После смерти халифа, при поддержке других шейхов и вопреки договору, подписанному Мухаммадом II с беджайской ветвью династии, возвёл на престол Абу Бакра I. Однако уже через 17 дней Абу Бакр был свергнут своим двоюродным братом Абуль-Бакой, эмиром Беджаи.
Аль-Лихьяни перегруппировал силы и добился большей поддержки, совершив переворот в 1311 году, получив власть и провозгласив себя халифом. Первоначально он пользовался благосклонностью Абу-Бакра II, брата свергнутого Абуль-Баки, но в 1312 году Абу Бакр II восстал в Константине и захватил Беджаю. Одновременно халиф столкнулся с нападениями абдальвадидов Тлемсена (1313—1315). В 1317 году, оказавшись под давлением армии Беджаи, атаковавшей Ифрикию, аль-Лихьяни отрёкся от престола в пользу сына Мухаммада III аль-Мустансира.